# 오웬 데이비스 주니어
오웬 데이비스 주니어(Owen Davis Jr., 1907년 10월 6일 ~ 1949년 5월 21일)는 미국의 연극 배우, 영화배우이다.
뉴욕에서 태어났으며 롱아일랜드 해협에서 사망하였다. 사인은 익사이다.

## 영화
- 서부 전선 이상 없다 (1930년)